# Вдлъбнаточел смок
Вдлъбнаточелият смок (Malpolon monspessulanus) е вид сравнително едра змия от семейство Смокообразни (Colubridae). Достига до 2 m дължина, а най-големият екземпляр, намиран в България, е дълъг 157 cm. Окраската на гърба варира от тъмно- до светлосива, а младите индивиди са пъстри. Нарича се вдлъбнаточел поради факта, че надочните му щитчета са изпъкнали.
Вдлъбнаточелият смок е много пъргава змия, която в случай на опасност бърза да се скрие. При невъзможност да избяга, обаче, е агресивен, яростно съска и хапе, като заема отбранителна поза, понякога издигайки предната част на тялото си, подобно на кобрите. Отровните му зъби са разположени на задния край на горната челюст, като сведенията за това дали е опасен за човека, са противоречиви.

## Разпространение и местообитание
Вдлъбнаточелият смок е разпространен в Южна Европа (Пиренейския полуостров, Южна Франция, Северозападна Италия, западната и южната част на Балканския полуостров), района на Кавказ, Западен Иран, Северен Ирак, Турция, източното крайбрежие на Средиземно и Червено море и в Северна Африка. В България се среща по долината на река Струма на юг от град Симитли, в Източните Родопи, около Хасково, Харманли и Свиленград, по Черноморието южно от Бургас и в Странджа.
Живее по припечни склонове, обрасли с храсталаци и ниски дървета. Особено предпочита каменисти и скалисти места с много възможности за укрития.

## Начин на живот, хранене и размножаване
Храни се предимно с гущери, поради което в някои краища на България го наричат змия-гущерница. В менюто му влизат също и гризачи, дори змии, включително други вдлъбнаточели смокове и пепелянки.
Женската снася през април-май 5-10 яйца (понякога повече), от които след около 60 дни се излюпват малките.

## Природозащитен статус
В България е защитен от Закона за биологичното разнообразие, а също и по силата на приложение III на Бернската конвенция.